# Comuna
Una comuna es una subdivisión administrativa menor que corresponde a una zona urbana, rural o mixta. Es equivalente al municipio o concejo u otras instancias de administración local. El origen del nombre y función proviene de las comunas urbanas de la Edad Media, época en la cual era la designación de las ciudades italianas independientes de un señor feudal.
Varios países han adoptado el nombre de comuna (o similar) para la unidad administrativa menor y básica. Algunos ejemplos son Alemania (gemeinde), Andorra (comú), Argentina (comuna), Bélgica (commune/gemeente), Chile (comuna), Colombia (comuna), Dinamarca (kommune), Ecuador (comuna), Francia (commune), Italia (comune), Luxemburgo (commune), Países Bajos (gemeente), Polonia (gmina), Suecia (kommun), Suiza (gemeinde/commune/comunità), Uruguay (comuna) y Venezuela (comuna). En El Salvador, la palabra comuna se usa sobre todo en periodismo como sinónimo de municipalidad.
La comuna en Francia, de donde deriva la forma administrativa actual, corresponde a la división menor y es la base de la cual se asocian los departamentos y otras agrupaciones administrativas superiores.
En la República Dominicana, debido a la influencia de la lengua francesa por la colonización francesa y la ocupación haitiana, a la comuna (la commune en francés) se le llamó la común, simulando la pronunciación francesa. Tras la independencia en 1844, la común siguió siendo la unidad administrativa básica en Dominicana hasta que la Constitución del 1 de diciembre de 1955 denominó como municipios a las antiguas comunas.

## Lista de comunas por país
- Comunas de Angola
- Comunas de Argelia
- Comunas de Bélgica

- Comunas de Burundi
- Comunas de Camerún
- Comunas de Chile
- Comunas de Colombia
- Comunas de Francia
- Comunas de Haití
- Comunas de Italia
- Comunas de Luxemburgo
- Comunas de Marruecos
- Comunas de Mauritania
- Comunas de Moldavia
- Comunas de Níger
- Comunas de Rumania
- Comunas de Suiza

## Ciudades importantes divididas en comuna
- Comuna de París (Revolución francesa)
- Comunas de Buenos Aires
- Comunas de Medellín
- Comunas de Santiago